# ジエゴ・ガブリエウ・シウヴァ・ホサ
ジエゴ・ホサ（Diego Rosa）ことジエゴ・ガブリエウ・シウヴァ・ホサ（ポルトガル語: Diego Gabriel Silva Rosa、2002年10月12日 - ）は、ブラジルのサッカー選手。ポジションはMF。

## クラブ歴
2018年にECヴィトーリアの下部組織からグレミオFBPAの下部組織に移籍した。2020年7月にはマンチェスター・シティFCが獲得に動き、移籍金はボーナス込みで最大2400万ユーロ、移籍日は10月12日に18歳の誕生日を迎えた後、つまり翌年1月に他クラブに期限付き移籍する形で大筋合意したとの報道が為された。
2021年2月2日にマンチェスター・シティFCから1年半の期限付き移籍の形で同じシティ・フットボール・グループ傘下のロンメルSKに加入。同月21日にプロキシマス・リーグで途中出場し選手初出場を記録した。2022年7月にはFCヴィゼラに期限付き移籍した。
2023年夏にシティ・フットボール・グループのECバイーアに完全移籍した。翌年2月1日に再びロンメルSKに期限付き移籍した。

## 代表歴
U-17代表として2019 南米U-17選手権、2019 FIFA U-17ワールドカップに出場した。